# نیلز بکلند
نیلز بکلند (انگلیسی: Nils Backlund; ۲۵ اکتبر ۱۸۹۶ – ۳ دسامبر ۱۹۶۴) شناگر، و بازیکن واترپلو اهل سوئد بود.